# 汉密尔顿夫人
《汉密尔顿夫人》（英語：That Hamilton Woman）是1941年的黑白历史电影剧，由亚历山大·科达为其美国公司在美国流亡期间制作和执导。 这部电影讲述了在拿破仑战争期间嫁给英国驻那不勒斯王国大使威廉·汉密尔顿爵士的妓女艾玛·汉密尔顿的兴起与衰落的故事。 她后来成为了海军上将霍拉蒂奥·纳尔逊的情妇。

## 剧情
艾玛·哈特听从未婚夫查尔斯·弗朗西斯·格雷维尔安排，与英国驻那不勒斯大使威廉·汉密尔顿（阿兰·莫布雷饰）的富豪叔叔会面。

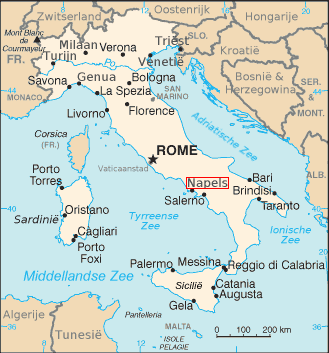
意大利地图（图示那不勒斯）

格雷维尔把艾玛给威廉爵士以偿还他的债务。起初，艾玛被这一事件击垮了。 然而，渐渐地，她开始欣赏她的豪华环境和她迷人的新生活。她也开始尊敬威廉爵士，他与她结婚，并解释了英国对拿破仑战争的原因。当霍拉蒂奥·纳尔逊（劳伦斯·奥利弗饰）抵达那不勒斯时，艾玛很快被他深深地吸引。他坚决反对拿破仑独裁统治给她留下深切的印象。她离开了威廉爵士，与纳尔逊一起生活。但他们的田园诗般的生活受到持续的战争及对配偶的不忠的威胁。 纳尔逊在特拉法加的决战中离开了拿破仑的海军部队。他在战斗中死亡之后，她终日借酒浇愁，陷入贫困之中。

## 演员
- 费雯·丽 饰 艾玛·汉密尔顿
- 劳伦斯·奥利弗 饰  霍拉蒂奥·纳尔逊
- 阿兰·莫布雷 饰 威廉·汉密尔顿
- 格拉迪斯·库珀 饰 弗朗西斯·纳尔逊
- 亨利·威尔科克森 饰 哈迪
- 哈利韦尔·霍比斯 饰 埃德蒙·尼尔森
- 萨拉·阿古德 饰 卡多根里昂夫人
- 吉尔伯特·埃默里 饰 斯宾塞

## 上映时间
| 国家   | 日期           |
| ------ | -------------- |
| 美国   | 1941年4月3日   |
| 美国   | 1941年4月30日  |
| 英国   | 1941年8月2日   |
| 瑞典   | 1941年11月21日 |
| 法国   | 1945年12月20日 |
| 丹麦   | 1946年3月22日  |
| 芬兰   | 1948年4月2日   |
| 奥地利 | 1949年4月26日  |
| 西德   | 1949年8月26日  |

## 荣誉

### 票房
这部电影是1941年英国票房第五大电影。

### 获奖
在第十四届奥斯卡金像奖中，该片被提名四项奥斯卡，并获得最佳音响奖。

#### 提名
最佳艺术指导（文森特·科达，朱莉娅·赫伦）
最佳摄影（鲁道夫·马特）
最佳效果，特效（劳伦斯·W·巴特勒，威廉·A·威尔马斯）

#### 获奖
最佳音响，录音（杰克·惠特尼）